# Ciclo del café
El Ciclo del café fue un periodo de la historia económica del Brasil iniciado a mediados del siglo XIX y finalizado en 1930 durante el cual el café fue el principal producto de la economía brasileña. El ciclo del café sucedió al ciclo del oro que llegó a su fin luego del agotamiento de las minas algunas décadas antes y puso fin a la crisis económica generada por esa decadencia.
El café fue introducido al Brasil en 1727 pero nunca fue producido en gran escala. Su cultivo se daba, sobre todo, para consumo doméstico. Su producción se ubicaba muy atrás de otros bienes. El café sólo ascendío debido a un escenario interno y externo favorable que hizo que su cultivo sea ventajoso.
La producción de café se desarrolló rápidamente a lo largo del siglo XIX, de tal modo que en la década de 1850 ya era responsable por casi la mitad de las exportaciones brasileñas. La región centro-sur fue escogida para la plantación por ofrecer condiciones climáticas más apropiadas y por tener el suelo más adecuado según las necesidades de los cafetos. La primera gran región cultivada fue el valle del Paraíba, y el trabajo en las haciendas era hecho con mano de obra esclava. Con la decadencia de esa región, el café fue llevado para el oeste paulista donde encontró su segundo gran lugar de cultivo. Comenzó a usarse ahí mano de obra libre, especialmente la de inmigrantes europeos (en su mayoría italianos) que llegaban al país en gran número hacia el final del siglo XIX e inicios del XX.
El ciclo del café dejó marcas profundas en el país y sus consecuencias son perceptibles hasta hoy. Fue durante ese periodo que el estado de São Paulo alcanzó la primacía económica y política que tiene hoy. El café también dio un fuerte impulso a la industrializacíon, la construcción de vías férreas y la urbanización.